# روبرت راي (فنان)
روبرت راي (بالإنجليزية: Robert Ray)‏ هو فنان أمريكي، ولد في 24 أكتوبر 1924 في دنفر في الولايات المتحدة، وتوفي في 29 مارس 2002 في تاوس في الولايات المتحدة.